# 소방령

소방령의 계급장

소방령(消防領, Fire Battalion Chief)은 소방관 계급 중, 소방경의 위, 소방정의 아래로, 중간급 간부에 속한다.
본 계급에서 14년 안에 소방정으로 승진하지 못하면 계급정년에 걸려 퇴직해야 한다.
공무원의 5급 사무관, 경찰의 경정, 국군의 중령(대대장)에 해당한다.

## 국가직 소방령 (2020년 4월 1일부터 국가직 일원화)
- 소방청의 팀장
- 119화학구조센터장[5]

- 각 광역시·도 소방본부 팀장(서울, 경기, 부산 제외)
- 각 소방서 과장[6]
- 경상북도 특수구조단장
- 소방항공대장

## 계급정년
- 14년 안에 소방정으로 승진하지 못하면 퇴직해야 한다.

## 같이 보기
- 소방관 계급 목록